# Tetracera indica
Tetracera indica är en tvåhjärtbladig växtart som först beskrevs av Maarten Willem Houttuyn, Gottlieb Friedrich Christmann och Panz., och fick sitt nu gällande namn av Elmer Drew Merrill. Tetracera indica ingår i släktet Tetracera och familjen Dilleniaceae. Inga underarter finns listade i Catalogue of Life.

## Bildgalleri

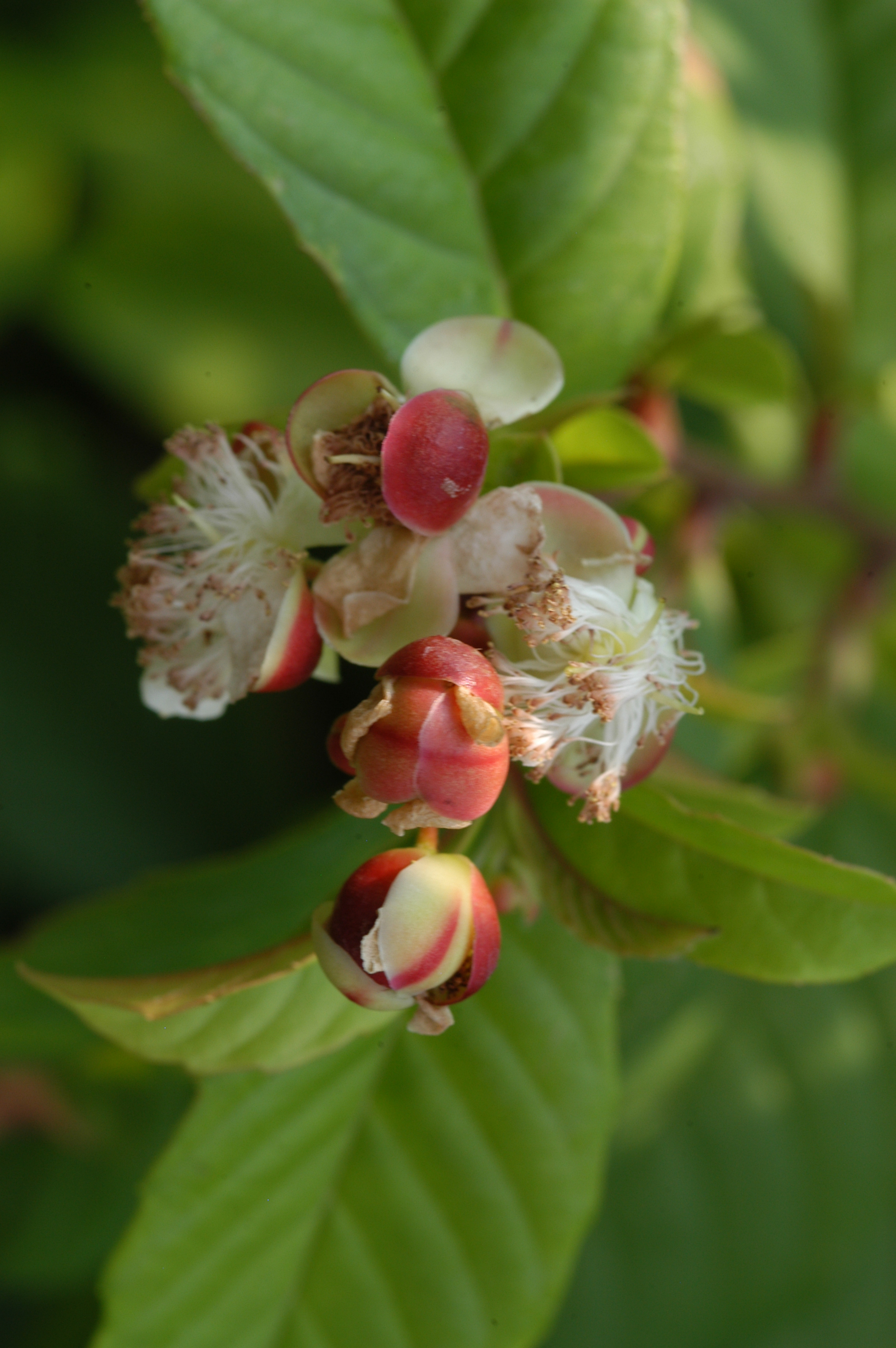